# Khasi (montagne)
Pour les articles homonymes, voir Khasi et Khasi (tribu).
Les Khasi Hills sont des montagnes de l'État de Meghalaya en Inde. Elles font partie de la chaîne Garo-Khasi-Jaintia dans le massif Patkai.
Le peuple Khasi vit dans ces montagnes.
La ville de Cherrapunji se situe dans les Khasi Hills.

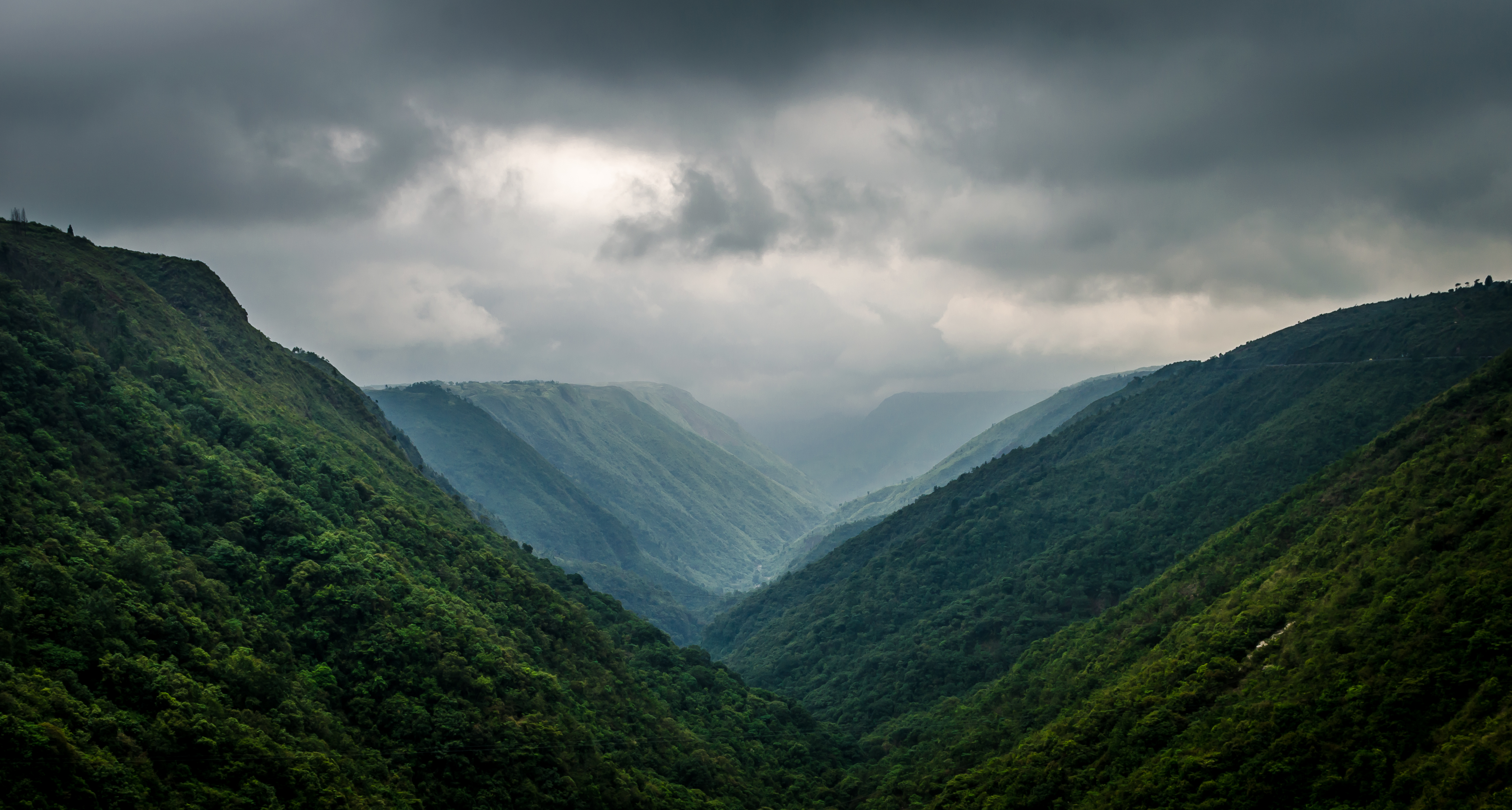
Vue des Khasi Hills orientales.